# Gåsberget (naturreservat)
Gåsberget är ett naturreservat i Rättviks kommun i Dalarnas län.
Området är naturskyddat sedan 1990 och är 586 hektar stort. Reservatet består eldhärjad mark (1888) som nu består av gammal lövskog (lövbranna).